# Sunflower's Garden
Sunflower's Garden（サンフラワーズ・ガーデン）は、男女4人によって構成される日本のロックバンド。1997年に石川県金沢市で結成、2005年に解散した。

## 概要・来歴
メンバーは前川浩透、本田有佳里、川縁清志、中村逸人の4人。リーダーは中村である。詳細は後述のメンバーの節を参照のこと。
1997年、リーダーの中村逸人を中心に金沢市にてバンドを結成。2002年に“歌に力02”365日年中無休ライブを行う中、3月6日にシングル『Brand-new』でメジャーデビュー。2004年、初のオリジナルアルバム『ひまわり花粉症』をポニーキャニオンから発表し、翌年にはワンマンライブ『ひまわり熱中症』を行うなどの活動を展開したが、結成9年目となる2005年7月18日、原宿アストロホールで行われたワンマンライブで解散。
メジャーデビューから解散までにシングル3枚、アルバム2枚をリリースした。詳細は後述の作品の節を参照のこと。

## メンバー
前川浩透
ボーカル、アコースティックギター担当。石川県金沢市出身。血液型はAB型。
本田有佳里
キーボード担当。石川県金沢市出身。血液型はAB型。
川縁清志
ベース担当。福井県福井市出身。血液型はO型。解散後歌う応援隊ヒトミリリィ（男女ユニット）を結成。2009年には合同会社Big Bear Rich Records（インディーズレーベル）を設立。
中村逸人
ドラムス担当。Sunflower's Gardenのリーダー。石川県金沢市出身。血液型はA型。解散後はサポートドラマーとして、様々なミュージシャンのレコーディングやライブに参加している。

## 作品

### シングル
- Brand-new （2002年3月6日、PCCA-01654）
  1. Brand-new
  2. 幸せの種
  3. Brand-new (Instrumental)
  4. 幸せの種 (Instrumental)
- FRIENDS （2003年3月19日、PCCA-01865）
  1. FRIENDS
  2. Over Season
  3. Brand-new 12.31
- Believe In Tomorrow （2004年3月3日、PCCA-70067）
  1. Believe In Tomorrow
  2. もしもこの世界で君と僕が出会えなかったら
  3. Believe In Tomorrow（Instrumental）
  4. もしもこの世界で君と僕が出会えなかったら（Instrumental）

### インディーズアルバム
・風になりたい Just Like the Wind(1998年11月6日、GSFG-32601)
1. 落陽
2. 未来への扉
3. 白き世界
4. レイン
5. Prisoner
6. Miss Summer
7. Standing alone on the ground
8. 大切な人よ
9. Sleepin'Baby
10. 風になりたい

### アルバム
- ひまわり花粉症 （2004年9月1日、PCCA-2070）
  1. ひまわり
  2. 夏の終わりの唄
  3. 突然
  4. 恋人 〜over again〜
  5. Let's sing a song
  6. 一人では
  7. my home town
- 限りある空 （2005年5月25日）
  1. 限りある空
  2. 自由な風
  3. 東京夜空
  4. 綺麗
  5. ひまわり 〜ストリートスタイル〜（ボーナストラック）

## タイアップ一覧
| 使用年 | 曲名                                     | タイアップ                                                 |
| ------ | ---------------------------------------- | ---------------------------------------------------------- |
| 2004年 | Believe In Tomorrow                      | OVA『HUNTER×HUNTER G・I Final（第3期）』オープニングテーマ |
| 2004年 | もしもこの世界で君と僕が出会えなかったら | OVA『HUNTER×HUNTER G・I Final（第3期）』エンディングテーマ |

## メディア出演

### CM
- フジテレビフラワーセンター（2003年）[1]

## ライブ

### 出演イベント
- 2005年1月15日 - バンド・エイジ PONYCANYON NEW ARTISTS SHOWCASE 2005[2]